# Тулин, Ингрид (кёрлингистка)
И́нгрид Тули́н (нем. Ingrid Thulin) — шведская и швейцарская кёрлингистка.
В составе женской сборной Швейцарии участвовала в чемпионате мира 1989 (заняли пятое место) и чемпионате Европы 1988 (стали бронзовыми призёрами). Чемпионка Швейцарии среди женщин. Начинала заниматься и в юниорском возрасте играла в Швеции, чемпионка Швеции среди юниоров.
Играла на позиции второго.

## Достижения
- Чемпионат Европы по кёрлингу: бронза (1988).
- Чемпионат Швейцарии по кёрлингу среди женщин: золото (1989)[2].
- Чемпионат Швеции по кёрлингу среди юниоров: золото (1979).

## Команды
| Сезон     | Четвёртый          | Третий        | Второй       | Первый          | Запасной | Турниры                                |
| --------- | ------------------ | ------------- | ------------ | --------------- | -------- | -------------------------------------- |
| Швеция    |                    |               |              |                 |          |                                        |
| 1978—79   | Carina Sers        | Eva Schön     | Ингрид Тулин | Lena Nedergård  |          | ЧШЮ 1979                               |
| Швейцария |                    |               |              |                 |          |                                        |
| 1988—89   | Кристина Лестандер | Барбара Майер | Ингрид Тулин | Катрин Петеранс |          | ЧЕ 1988 · ЧШЖ 1989 · ЧМ 1989 (5 место) |

(скипы выделены полужирным шрифтом)